# النجاة من عيد الميلاد
النجاة من عيد الميلاد (بالإنجليزية: Surviving Christmas)‏ هو فيلم كوميديا رومانسية أمريكي تم إصداره عام 2004، وهو من إخراج مايك ميتشيل وكتابة هاري إلفونت، وديبورا كابلان، وجينيفر فينتيميليا، و جوشوا ستيرنين. الفيلم مُقتبس من قصة بواسطة إلفونت وكابلان، وهو من بطولة بن أفليك، وجيمس غاندولفيني، وكريستينا أبلغيت، وكاثرين أوهارا. ترشح الفيلم لـ3 جوائز توتة ذهبية كأسوأ فيلم، وأسوأ ممثل، وأسوأ سيناريو.

## وصلات خارجية
- النجاة من عيد الميلاد على موقع IMDb (الإنجليزية)
- النجاة من عيد الميلاد على موقع ميتاكريتيك (الإنجليزية)
- النجاة من عيد الميلاد على موقع روتن توميتوز (الإنجليزية)
- النجاة من عيد الميلاد على موقع نتفليكس (الإنجليزية)
- النجاة من عيد الميلاد على موقع قاعدة بيانات الأفلام العربية
- النجاة من عيد الميلاد على موقع ألو سيني (الفرنسية)
- النجاة من عيد الميلاد على موقع Turner Classic Movies (الإنجليزية)
- النجاة من عيد الميلاد على موقع أول موفي (الإنجليزية)
- النجاة من عيد الميلاد على موقع بوكس أوفيس موجو (الإنجليزية)
- النجاة من عيد الميلاد على موقع فيلمافينيتي (الإسبانية)